# Qin Huasun
Qin Huasun (en chino: 秦华孙; Gaoyou, septiembre de 1935-Pekín, 3 de febrero de 2017) fue un diplomático chino que se desempeñó como Representante Permanente de la República Popular China ante las Naciones Unidas de 1995 a 2000 y Ministro Adjunto de Relaciones Exteriores de 1993 a 1995.

## Primeros años de vida
Nacido en 1935 en la ciudad de Gaoyou en Jiangsu, Qin se graduó en la Universidad de Lenguas Extranjeras de Pekín en 1961 y ese mismo año se incorporó al Ministerio de Relaciones Exteriores.

## Carrera diplomática
En 1961, fue asignado al Departamento de Información del ministerio y sirvió hasta 1969. De 1971 a 1980, se desempeñó como tercer secretario y luego segundo secretario en la Embajada de China en Sierra Leona. Después de regresar a China, Qin se desempeñó como director y luego consejero del Departamento de Información durante cuatro años.
Qin fue designado representante permanente adjunto y consejero de la Misión China ante la Oficina de la Organización de las Naciones Unidas en Ginebra, Suiza, en 1984, y de 1987 a 1990, se desempeñó como representante permanente, embajador y secretario del partido de la Misión China ante la Oficina de las Naciones Unidas en Viena, Austria. De 1990 a 1993, se desempeñó como Director general del Departamento de Organizaciones y Conferencias Internacionales dentro del ministerio y en 1993 fue nombrado Ministro Adjunto de Relaciones Exteriores.

### Representante Permanente de la República Popular China ante las Naciones Unidas
Qin fue designado Representante Permanente de la República Popular China ante las Naciones Unidas en julio de 1995, sucediendo a Li Zhaoxing. Durante su mandato, en enero de 1997, China vetó una resolución del Consejo de Seguridad de la ONU que habría enviado fuerzas de paz de las Naciones Unidas a Guatemala para monitorear un acuerdo de paz que puso fin a la guerra civil de Guatemala debido a que el gobierno guatemalteco invitó a funcionarios taiwaneses a la ceremonia del acuerdo de paz y a las relaciones diplomáticas de Taiwán con Guatemala. China volvió a utilizar su veto en febrero de 1999 para bloquear el envío de fuerzas de paz de las Naciones Unidas a Macedonia después de que Macedonia estableciera relaciones diplomáticas con Taiwán. Estos dos vetos fueron el cuarto y quinto veto utilizados por China en el Consejo de Seguridad. Qin fue elegido miembro del Comité Nacional de la Conferencia Consultiva Política del Pueblo Chino y se convirtió en miembro del comité de asuntos exteriores en marzo de 1998.
Cuando 11 países que tenían relaciones diplomáticas con Taiwán respaldaron la candidatura de Taiwán a las Naciones Unidas el 24 de julio de 1998, Qin escribió una carta al entonces Secretario General de las Naciones Unidas, Kofi Annan, en la que criticaba a los países por su «intento descarado [...] de dividir un Estado soberano». El 7 de mayo de 1999, durante el bombardeo de la OTAN sobre Yugoslavia, cuando se produjo también el bombardeo de la embajada china en Belgrado por Estados Unidos, lo que provocó la muerte de tres ciudadanos chinos, Qin calificó el bombardeo de «barbárico» y convocó una reunión de emergencia del Consejo de Seguridad en respuesta al bombardeo. Durante su mandato también se produjeron crisis humanitarias en Burundi, Kosovo y Timor Oriental. Renunció como representante permanente en febrero de 2000.

## Últimos años
Qin se jubiló en 2004. En 2010 publicó su libro Memorias del embajador: Representando a China en la ONU, en el que relataba sus experiencias como representante permanente. Murió a causa de una enfermedad a la edad de 81 años, el 3 de febrero de 2017, en Pekín.